# Chazelles-sur-Lavieu
Chazelles-sur-Lavieu är en kommun i departementet Loire i regionen Auvergne-Rhône-Alpes i centrala Frankrike. Kommunen ligger i kantonen Saint-Jean-Soleymieux som tillhör arrondissementet Montbrison. År 2022 hade Chazelles-sur-Lavieu 255 invånare.

## Befolkningsutveckling
Antalet invånare i kommunen Chazelles-sur-Lavieu
| Referens: INSEE |